# 아르페지오
아르페지오(이탈리아어: Arpeggio 이탈리아어 발음: [arˈpeddʒo] 아르페조[*])는 끊어진 화음의 한 종류로, 화음을 구성하는 음을 상승 또는 하강 순서로 연주하거나 부른다. 아르페지오는 또한 한 옥타브 이상에 걸쳐 있을 수 있다.
아르페지오라는 단어는 하프를 타고 노는 것을 뜻하는 이탈리아어 아르페지아레(arpeggiare)에서 유래되었다. 비록 아르페지오의 음이 모두 동시에 연주되거나 노래되지 않더라도, 듣는 사람들은 음의 순서를 화음을 형성하는 것으로 듣는다. 아르페지오도 화음의 일부가 아닌 전달음을 포함하고 있을 때, 다른 음악 이론가들은 같은 음악 발췌문을 다르게 분석할 수 있다.
아르페지오는 작곡가들이 한 번에 한 음씩 연주하는 단음 악기를 위해 글을 쓸 수 있게 해준다(예: 플루트, 색소폰, 트럼펫). 또한 아르페지오나 부러진 화음은 리듬감 있는 흥미를 유발하는데 도움을 준다. 그 중 두드러진 예는 고전주의 음악 시기의 피아노 음악에서 널리 사용되었던 알베르티 베이스의 구성이다. 알베르티 베이스로 현악기를 한꺼번에 연주하는 것이 아니라, 피아니스트는 단순한 리듬의 형상을 연주하며, 그 음이 끊어진 화음으로 연주된다.

## 같이 보기
- 오스티나토
- 트레몰로